# Kitioni Zénón

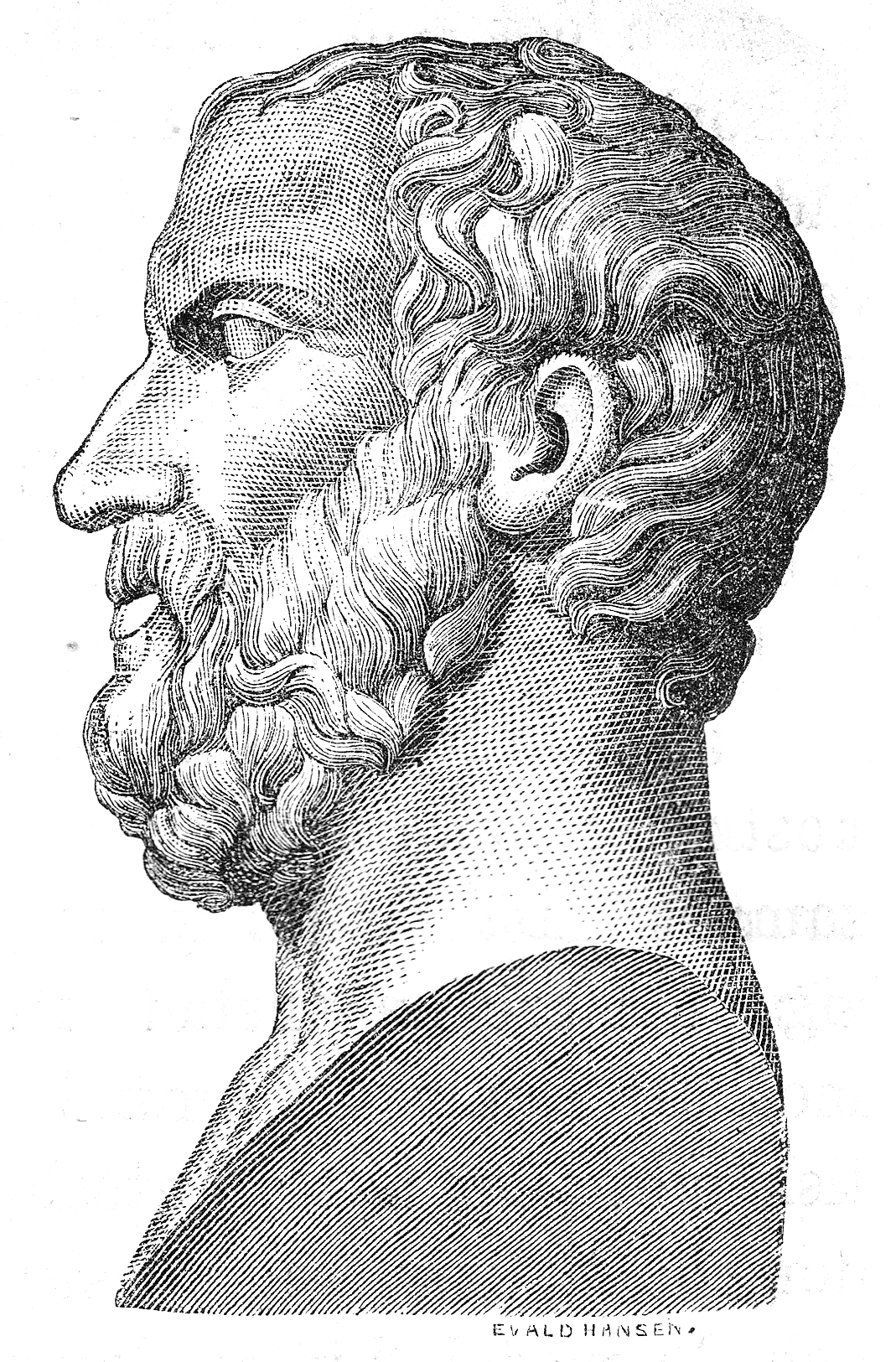
Kitióni Zénón

Kitioni Zénón (Ζήνων, Zeno, ritkábban ciprusi Zénón, Kition, Ciprus, i. e. 336 körül – Athén, i. e. 264) a hellenizmus korszakának filozófusa, aki a korszak egyik legfontosabb filozófiai iskoláját, a sztoicizmust alapította.

## Élete
Amint életrajzíróitól, főként Diogenész Laertiosztól értesülhetünk, görög földön kívül, a Ciprus szigetén lévő Kition városában született egy (talán szír, perzsa vagy föníciai) kereskedő fiaként, és 42 éves koráig maga is üzleteléssel foglalkozott. Athén partjainál hajója elsüllyedt, és így kénytelen volt a városban letelepedni. Ott alapította saját iskoláját. Filozófiát egyébként egy thébai cinikustól, Krátésztól tanult.
Az általa alapított sztoikus iskola összejöveteleit az athéni piactér előcsarnokában (Στοά = sztoa) tartották, s ezek neve: Sztoa Poikilé („festett előcsarnok”) volt, innen ered a közösség elnevezése.
Zénón életéről inkább csak legendákat, mint tényeket ismerünk.
- Kortársai nagyra becsülték mint embert (olyan tulajdonságai miatt, mint önmérséklete és barátságossága).
- Állítólag nyelvi reformátor volt. Kevés művet írt, de azok sem maradtak fenn, néhány töredék kivételével.
- Műveit szegényes stílusúnak mondták az antik szerzők, s már a rómaiak is azt tartották írói-előadói tehetségéről, hogy nem lehetett túl számottevő; mint mondták, azért követelte a nyelv megreformálását, mert ő maga képtelen volt boldogulni vele (valószínűleg ehhez hozzájárult, hogy nem görög földön, hanem Cipruson született). Sokkal valószínűbb, hogy kívülállóként elfogulatlanabbul mert a megkövesedett formákhoz nyúlni.
- Ahogy az élete végét egy történet – nyilvánvalóan legenda – elmondja, egy nap az iskola épületét elhagyva megbotlott, és lábát törte. Kezével a földet csapkodva így kiáltott ekkor az istenekhez: Jönnék én magamtól, mért zaklattok még azzal is, hogy hívtok?. Majd visszatartotta a lélegzetét, és meghalt. Mások szerint halálra éheztette magát, és ebben utóbb több tanítványa is követte (például az iskola utána következő vezetője, Kleanthész).

Művei nem maradtak fenn, de valószínűsíthető, hogy a sztoikus filozófiai szaknyelv nagy része és a legalapvetőbb gondolatok tőle származnak, és már ő is tanította azt a sztoikus életelvet, hogy a bölcsesség és a lelki béke a gyönyör és fájdalom rabságából való szabadulással és az irántuk való közömbösség által érhető el.

## Emlékezete
- A Holdon krátert neveztek el róla.